# Supercoppa italiana 1988
Supercoppa italiana 1988 byl první zápas Supercoppa italiana, tedy italského fotbalového Superpoháru. Střetly se v něm týmy AC Milán jakožto vítěz Serie A ze sezóny 1987/88, a celek UC Sampdoria, který se ve stejné sezóně stal vítězem italského fotbalového poháru Coppa Italia v sezoně 1987/88.
Zápas se odehrál již 14. června 1988 v italském městě Milán stadionu Giuseppe Meazza. Zápas vyhrál klub z Milána AC Milán.

## Detaily zápasu
| 14. 6. 1988                                    |        |                     |                                                                      |
| AC Milán                                       | 3 : 1  | UC Sampdoria        | Stadio Giuseppe Meazza, Milán diváci: 19 412 rozhodčí: Pietro D'Elia |
| Rijkaard 18' Mannari 72' van Basten 90' (pen.) | Report | 14' Gianluca Vialli | Stadio Giuseppe Meazza, Milán diváci: 19 412 rozhodčí: Pietro D'Elia |

| AC Milán | UC Sampdoria |

| P             | 1  | Giovanni Galli        |  |     |
| D             | 2  | Mauro Tassotti        |  |     |
| D             | 3  | Alessandro Costacurta |  |     |
| C             | 4  | Angelo Colombo        |  |     |
| D             | 5  | Filippo Galli         |  | 86' |
| D             | 6  | Franco Baresi         |  |     |
| C             | 7  | Christian Lantignotti |  | 46' |
| C             | 8  | Frank Rijkaard        |  |     |
| A             | 9  | Marco van Basten      |  |     |
| C             | 10 | Carlo Ancelotti       |  |     |
| A             | 11 | Alberico Evani        |  |     |
| Náhradníci:   |    |                       |  |     |
| D             | 14 | Roberto Mussi         |  | 86' |
| A             | 16 | Graziano Mannari      |  | 46' |
| Trenér:       |    |                       |  |     |
| Arrigo Sacchi |    |                       |  |     |

| G              | 1  | Gianluca Pagliuca |  |     |
| D              | 2  | Marco Lanna       |  |     |
| D              | 3  | Amedeo Carboni    |  |     |
| C              | 4  | Fausto Pari       |  | 73' |
| D              | 5  | Pietro Vierchowod |  | 57' |
| D              | 6  | Luca Pellegrini   |  |     |
| C              | 7  | Víctor Muñoz      |  |     |
| C              | 8  | Fulvio Bonomi     |  |     |
| A              | 9  | Gianluca Vialli   |  |     |
| C              | 10 | Fausto Salsano    |  |     |
| A              | 11 | Giuseppe Dossena  |  |     |
| Náhradníci:    |    |                   |  |     |
| C              | 15 | Roberto Breda     |  | 73' |
| A              | 16 | Loris Pradella    |  | 57' |
| Trenér:        |    |                   |  |     |
| Vujadin Boškov |    |                   |  |     |